# Mecistocephalus erythroceps
Mecistocephalus erythroceps är en mångfotingart som beskrevs av Chamberlin 1920. Mecistocephalus erythroceps ingår i släktet Mecistocephalus och familjen storhuvudjordkrypare.
Artens utbredningsområde är Fiji. Inga underarter finns listade i Catalogue of Life.